# 川西紫堇
川西紫堇（学名：Corydalis weigoldii）为罂粟科紫堇属下的一个种。

## 扩展阅读
- 維基物種上的相關：川西紫堇